# 拟黑耳
拟黑耳（学名：Exidiopsis effusa）是属于银耳目银耳科拟黑耳属的一种真菌，生长在阔叶林中的阴湿处阔叶树朽枝上。该种分布于中国、丹麦、法国、英国、德国等地。